# Veris ubnis melodiebi
Veris ubnis melodiebi (ვერის უბნის მელოდიები, en georgià Melodies del barri de Veri) és una pel·lícula musical soviètica rodada en georgià dirigida per Guiorgui Xenguelaia i protagonitzada per Sofiko Txiaureli.

## Sinopsi
Pavle, que és un conductor de carros pobre, té dues noies, Maro i Tamro. Les noies tenen el somni de fer classes a una escola de ballet, però Pavle no pot pagar aquest luxe. Vardo, bugadera, decideix ajudar les nenes. Amb aquest propòsit, va robar bestiar, llenya i una capa de visó a la casa d'un ric comerciant. Escalfa la casa de Pavle amb la llenya robada i paga tutories per a les classes de ballet de les nenes. Vardo és atrapada per robatori. Totes les bugaderies del barri fan vaga en suport de Vardo. El cap de la policia local, atemorit, allibera Vardo i anima les nenes a l'escola de ballet.

## Repartiment
- Sofiko Txiaureli... 	Vardo
- Vakhtang Kikabidze... 	Pavle
- Ia Ninidze ... 	Tamro
- Maia Kankava ... 	Maro
- Dodo Abaixidze ... 	Amagladze polismeyster
- Erosi Manjgaladze ... Aga Gerkov
- Zura Kikaleixvili ... Potxtalon
- Alisa Freyndlikh ... 	Alisa Akvamarinskaya
- Kakhi Kavsadze ... 	Italyanets